# Belfast Child
"Belfast Child" es una canción de la banda Simple Minds, lanzada por primera vez como tema principal del EP Ballad of the Streets el 6 de febrero de 1989. El disco alcanzó el número uno en la lista de sencillos del Reino Unido, así como en Irlanda y los Países Bajos, y se convirtió en un éxito en Bélgica, Nueva Zelanda, Noruega, España, Suiza y Alemania Occidental.

## Estilo e influencia
Jim Kerr recordó por qué usó la melodía: "Escuché la melodía por primera vez (de She Moved Through The Fair) unos días después del atentado de Enniskillen (cuando una bomba colocada por el IRA explotó durante un servicio del Día del Recuerdo) en el condado de Fermanagh, matando a 12 personas, y como todo el mundo cuando ves las imágenes, estaba molesto. En la segunda parte de la canción, intento relacionarme con personas de Irlanda del Norte que perdieron a sus seres queridos. Estoy tratando de hablar de la locura, la tristeza y el vacío. No digo que tenga perlas de sabiduría, pero tengo algunas preguntas que hacer". 

## Recepción
La canción fue altamente elogiada y obtuvo una calificación de cinco estrellas en la revista Q. En un análisis retrospectivo del sencillo, el periodista de AllMusic, Dave Thompson, calificó a "Belfast Child" como "una canción épica que emociona el corazón". La obra adquiere mayor fuerza en su segunda mitad, momento en el que la batería y la guitarra se hacen presentes, y el arreglo se intensifica con una rica instrumentación. 

## Video musical
El vídeo musical de la canción fue filmado en blanco y negro y muestra imágenes de niños y las privaciones en Belfast. Fue dirigida por Andy Morahan. 